# Grasski-Weltcup 2012
Der Grasski-Weltcup 2012 begann am 23. Juni in Triest und endete am 2. September in Rettenbach. Bei Damen und Herren wurden jeweils vier Slaloms (davon zwei Sprintslaloms auf verkürzter Strecke), vier Riesenslaloms, drei Super-G und eine Super-Kombination ausgetragen. Der Gesamtsieg ging bei den Herren zum zweiten Mal nach 2008 an den Italiener Edoardo Frau, während bei den Damen zum ersten Mal die Italienerin Ilaria Sommavilla die Gesamtwertung gewann. Vom 25. bis 29. Juli fand in Burbach die Juniorenweltmeisterschaft 2012 statt.

## Gesamtwertung
(Offizielles Endergebnis)
- WC = Weltcuppunkte
- Bonus = Bonuspunkte
- Gesamt = Gesamtpunkte

| Rang | Name                  | Land       | WC  | Bonus | Gesamt |
| ---- | --------------------- | ---------- | --- | ----- | ------ |
| 01   | Edoardo Frau          | Italien    | 995 | 180   | 1175   |
| 02   | Jan Němec             | Tschechien | 720 | 200   | 0920   |
| 03   | Michael Stocker       | Österreich | 661 | 120   | 0781   |
| 04   | Stefan Portmann       | Schweiz    | 617 | 085   | 0702   |
| 05   | Martin Štěpánek       | Tschechien | 477 | 160   | 0637   |
| 06   | Domenic Senn          | Schweiz    | 476 | 100   | 0576   |
| 07   | Lukáš Kolouch         | Tschechien | 349 | 140   | 0489   |
| 08   | Mirko Hüppi           | Schweiz    | 190 | 110   | 0300   |
| 09   | Patrick Menge         | Schweiz    | 188 | 076   | 0264   |
| 10   | Hannes Angerer        | Österreich | 207 | 046   | 0253   |
| 11   | Hossein Kalhor (1982) | Iran       | 165 | 064   | 0229   |
| 12   | Seyed Morteza Jafari  | Iran       | 152 | 076   | 0228   |
| 13   | Fausto Cerentin       | Italien    | 142 | 080   | 0222   |
| 14   | Michael Krückel       | Österreich | 160 | 058   | 0218   |
| 15   | Jan Gardavský         | Tschechien | 121 | 095   | 0216   |
| 16   | Marco Manser          | Schweiz    | 171 | 044   | 0215   |
| 17   | Václav Jerošek        | Tschechien | 139 | 061   | 0200   |
| 18   | Nicholas Anziutti     | Italien    | 165 | 024   | 0189   |
| 19   | Fabrizio Rottigni     | Italien    | 177 | 000   | 0177   |
| 20   | Hossein Kalhor (1984) | Iran       | 106 | 068   | 0174   |

| Rang | Name                 | Land        | WC  | Bonus | Gesamt |
| ---- | -------------------- | ----------- | --- | ----- | ------ |
| 01   | Ilaria Sommavilla    | Italien     | 755 | 140   | 895    |
| 02   | Kristin Hetfleisch   | Österreich  | 611 | 180   | 791    |
| 03   | Daniela Krückel      | Österreich  | 543 | 160   | 703    |
| 04   | Ingrid Hirschhofer   | Österreich  | 465 | 200   | 665    |
| 05   | Magdaléna Kotyzová   | Tschechien  | 455 | 110   | 565    |
| 06   | Anna-Lena Portmann   | Deutschland | 440 | 085   | 525    |
| 07   | Yukiyo Shintani      | Japan       | 300 | 150   | 450    |
| 08   | Petra Ivánková       | Tschechien  | 291 | 095   | 386    |
| 09   | Dominika Dudíková    | Tschechien  | 294 | 068   | 362    |
| 10   | Adéla Kettnerová     | Tschechien  | 185 | 064   | 249    |
| 11   | Samin Davari         | Iran        | 225 | 000   | 225    |
| 12   | Lisa Wusits          | Österreich  | 124 | 080   | 204    |
| 13   | Jasmin Huber         | Deutschland | 087 | 110   | 197    |
| 14   | Denise Blöchlinger   | Schweiz     | 072 | 090   | 162    |
| 15   | Bianca Lenz          | Schweiz     | 085 | 072   | 157    |
| 16   | Veronika Cvašková    | Slowakei    | 150 | 000   | 150    |
| 17   | Najmeh Zali Torojeni | Iran        | 116 | 000   | 116    |
| 18   | Irina Ernst          | Schweiz     | 029 | 076   | 105    |
| 19   | Samaneh Meshkati     | Iran        | 077 | 000   | 077    |
| 20   | Nikola Gergelyová    | Tschechien  | 055 | 000   | 055    |

## Nationenwertung
(Offizielles Endergebnis)
| Rang | Land        | Punkte |
| ---- | ----------- | ------ |
| 1    | Tschechien  | 4724   |
| 2    | Österreich  | 4090   |
| 3    | Italien     | 3000   |
| 4    | Schweiz     | 2585   |
| 5    | Iran        | 1633   |
| 6    | Deutschland | 0927   |
| 7    | Japan       | 0479   |
| 8    | Slowakei    | 0188   |

| Rang | Land        | Punkte |
| ---- | ----------- | ------ |
| 1    | Tschechien  | 3107   |
| 2    | Schweiz     | 2161   |
| 3    | Italien     | 2105   |
| 4    | Österreich  | 1727   |
| 5    | Iran        | 1183   |
| 6    | Deutschland | 0205   |
| 7    | Slowakei    | 0038   |
| 8    | Japan       | 0029   |

| Rang | Land        | Punkte |
| ---- | ----------- | ------ |
| 1    | Österreich  | 2363   |
| 2    | Tschechien  | 1617   |
| 3    | Italien     | 0895   |
| 4    | Deutschland | 0722   |
| 5    | Iran        | 0450   |
| 6    | Japan       | 0450   |
| 7    | Schweiz     | 0424   |
| 8    | Slowakei    | 0150   |

## Disziplinenwertungen
(inoffizielle Wertung ohne Bonuspunkte)

### Slalom
(Endstand nach je vier Slaloms)
| Rang | Name              | Land       | Punkte |
| ---- | ----------------- | ---------- | ------ |
| 01   | Edoardo Frau      | Italien    | 320    |
| 02   | Jan Němec         | Tschechien | 300    |
| 03   | Michael Stocker   | Österreich | 215    |
| 04   | Martin Štěpánek   | Tschechien | 189    |
| 05   | Mirko Hüppi       | Schweiz    | 130    |
| 06   | Stefan Portmann   | Schweiz    | 122    |
| 07   | Domenic Senn      | Schweiz    | 115    |
| 08   | Lukáš Kolouch     | Tschechien | 085    |
| 09   | Fabrizio Rottigni | Italien    | 080    |
| 10   | Nicholas Anziutti | Italien    | 078    |

| Rang | Name               | Land        | Punkte |
| ---- | ------------------ | ----------- | ------ |
| 01   | Ilaria Sommavilla  | Italien     | 380    |
| 02   | Ingrid Hirschhofer | Österreich  | 220    |
| 03   | Daniela Krückel    | Österreich  | 162    |
| 04   | Petra Ivánková     | Tschechien  | 141    |
| 05   | Dominika Dudíková  | Tschechien  | 138    |
| 06   | Kristin Hetfleisch | Österreich  | 135    |
| 07   | Anna-Lena Portmann | Deutschland | 130    |
| 08   | Magdaléna Kotyzová | Tschechien  | 110    |
| 09   | Yukiyo Shintani    | Japan       | 100    |
| 09   | Lisa Wusits        | Österreich  | 100    |

### Riesenslalom
(Endstand nach je vier Riesenslaloms)
| Rang | Name              | Land       | Punkte |
| ---- | ----------------- | ---------- | ------ |
| 01   | Edoardo Frau      | Italien    | 295    |
| 02   | Stefan Portmann   | Schweiz    | 275    |
| 03   | Jan Němec         | Tschechien | 240    |
| 03   | Michael Stocker   | Österreich | 240    |
| 05   | Domenic Senn      | Schweiz    | 157    |
| 06   | Lukáš Kolouch     | Tschechien | 156    |
| 07   | Martin Štěpánek   | Tschechien | 148    |
| 08   | Jan Gardavský     | Tschechien | 085    |
| 09   | Hannes Angerer    | Österreich | 076    |
| 10   | Fabrizio Rottigni | Italien    | 072    |

| Rang | Name               | Land        | Punkte |
| ---- | ------------------ | ----------- | ------ |
| 01   | Ingrid Hirschhofer | Österreich  | 245    |
| 02   | Magdaléna Kotyzová | Tschechien  | 220    |
| 03   | Anna-Lena Portmann | Deutschland | 210    |
| 04   | Ilaria Sommavilla  | Italien     | 190    |
| 05   | Daniela Krückel    | Österreich  | 164    |
| 06   | Kristin Hetfleisch | Österreich  | 140    |
| 07   | Yukiyo Shintani    | Japan       | 120    |
| 08   | Veronika Cvašková  | Slowakei    | 100    |
| 09   | Denise Blöchlinger | Schweiz     | 072    |
| 10   | Dominika Dudíková  | Tschechien  | 066    |

### Super-G
(Endstand nach je drei Super-G)
| Rang | Name                  | Land       | Punkte |
| ---- | --------------------- | ---------- | ------ |
| 01   | Edoardo Frau          | Italien    | 280    |
| 02   | Jan Němec             | Tschechien | 180    |
| 03   | Stefan Portmann       | Schweiz    | 170    |
| 04   | Michael Stocker       | Österreich | 161    |
| 05   | Domenic Senn          | Schweiz    | 140    |
| 06   | Hossein Kalhor (1982) | Iran       | 100    |
| 07   | Hossein Kalhor (1984) | Iran       | 077    |
| 08   | Marco Manser          | Schweiz    | 071    |
| 09   | Lukáš Kolouch         | Tschechien | 068    |
| 10   | Christoph Schranz     | Österreich | 066    |

| Rang | Name                 | Land        | Punkte |
| ---- | -------------------- | ----------- | ------ |
| 01   | Kristin Hetfleisch   | Österreich  | 236    |
| 02   | Daniela Krückel      | Österreich  | 172    |
| 03   | Magdaléna Kotyzová   | Tschechien  | 125    |
| 04   | Ilaria Sommavilla    | Italien     | 105    |
| 05   | Samin Davari         | Iran        | 100    |
| 05   | Anna-Lena Portmann   | Deutschland | 100    |
| 07   | Yukiyo Shintani      | Japan       | 080    |
| 08   | Najmeh Zali Torojeni | Iran        | 076    |
| 09   | Samaneh Meshkati     | Iran        | 074    |
| 10   | Adéla Kettnerová     | Tschechien  | 060    |

### Super-Kombination
(Endstand nach je einer Super-Kombination)
| Rang | Name             | Land       | Punkte |
| ---- | ---------------- | ---------- | ------ |
| 01   | Edoardo Frau     | Italien    | 100    |
| 02   | Martin Štěpánek  | Tschechien | 080    |
| 03   | Fausto Cerentin  | Italien    | 060    |
| 04   | Stefan Portmann  | Schweiz    | 050    |
| 05   | Michael Stocker  | Österreich | 045    |
| 06   | Hannes Angerer   | Österreich | 040    |
| 07   | Lorenzo Gritti   | Italien    | 036    |
| 08   | Domenic Senn     | Schweiz    | 032    |
| 09   | Andreas Guttmann | Österreich | 029    |
| 10   | Sascha Posch     | Österreich | 026    |

| Rang                                 | Name               | Land       | Punkte |
| ------------------------------------ | ------------------ | ---------- | ------ |
| 01                                   | Kristin Hetfleisch | Österreich | 100    |
| 02                                   | Ilaria Sommavilla  | Italien    | 080    |
| 03                                   | Petra Ivánková     | Tschechien | 060    |
| 04                                   | Dominika Dudíková  | Tschechien | 050    |
| 05                                   | Daniela Krückel    | Österreich | 045    |
| 06                                   | Samin Davari       | Iran       | 040    |
| keine weiteren Läuferinnen klassiert |                    |            |        |

## Podestplatzierungen Herren
Disziplinen: GS = Riesenslalom, SC = Super-Kombination, SG = Super-G, SL = Slalom, SP = Sprintslalom
| Datum      | Ort                | Disziplin | 1. Platz               | 2. Platz                        | 3. Platz               |
| ---------- | ------------------ | --------- | ---------------------- | ------------------------------- | ---------------------- |
| 23.06.2012 | Triest (ITA)       | SP        | Jan Němec              | Edoardo Frau                    | Michael Stocker        |
| 24.06.2012 | Triest (ITA)       | SP        | Jan Němec              | Mirko Hüppi                     | Edoardo Frau           |
| 30.06.2012 | Marbachegg (SUI)   | GS        | Stefan Portmann        | Jan Němec                       | Mirko Hüppi            |
| 01.07.2012 | Marbachegg (SUI)   | SG        | Wegen Nebels abgesagt. | Wegen Nebels abgesagt.          | Wegen Nebels abgesagt. |
| 07.07.2012 | Předklášteří (CZE) | GS        | Edoardo Frau           | Michael Stocker                 | Jan Němec              |
| 08.07.2012 | Předklášteří (CZE) | SL        | Jan Němec              | Edoardo Frau                    | Fausto Cerentin        |
| 11.08.2012 | San Sicario (ITA)  | GS        | Jan Němec              | Martin Štěpánek                 | Michael Stocker        |
| 12.08.2012 | San Sicario (ITA)  | SG        | Edoardo Frau           | Jan Němec                       | Martin Štěpánek        |
| 24.08.2012 | Dizin (IRN)        | GS        | Edoardo Frau           | Stefan Portmann                 | Domenic Senn           |
| 25.08.2012 | Dizin (IRN)        | SG        | Jan Němec              | Edoardo Frau                    | Hossein Kalhor (1982)  |
| 25.08.2012 | Dizin (IRN)        | SG        | Edoardo Frau           | Michael Stocker Stefan Portmann |                        |
| 01.09.2012 | Rettenbach (AUT)   | SL        | Edoardo Frau           | Martin Štěpánek                 | Michael Stocker        |
| 02.09.2012 | Rettenbach (AUT)   | SC        | Edoardo Frau           | Martin Štěpánek                 | Fausto Cerentin        |

## Podestplatzierungen Damen
Disziplinen: GS = Riesenslalom, SC = Super-Kombination, SG = Super-G, SL = Slalom, SP = Sprintslalom
| Datum      | Ort                | Disziplin | 1. Platz               | 2. Platz               | 3. Platz               |
| ---------- | ------------------ | --------- | ---------------------- | ---------------------- | ---------------------- |
| 23.06.2012 | Triest (ITA)       | SP        | Ilaria Sommavilla      | Ingrid Hirschhofer     | Magdaléna Kotyzová     |
| 24.06.2012 | Triest (ITA)       | SP        | Ilaria Sommavilla      | Ingrid Hirschhofer     | Lisa Wusits            |
| 30.06.2012 | Marbachegg (SUI)   | GS        | Ingrid Hirschhofer     | Anna-Lena Portmann     | Ilaria Sommavilla      |
| 01.07.2012 | Marbachegg (SUI)   | SG        | Wegen Nebels abgesagt. | Wegen Nebels abgesagt. | Wegen Nebels abgesagt. |
| 07.07.2012 | Předklášteří (CZE) | GS        | Ingrid Hirschhofer     | Ilaria Sommavilla      | Yukiyo Shintani        |
| 08.07.2012 | Předklášteří (CZE) | SL        | Yukiyo Shintani        | Ilaria Sommavilla      | Ingrid Hirschhofer     |
| 11.08.2012 | San Sicario (ITA)  | GS        | Veronika Cvašková      | Anna-Lena Portmann     | Yukiyo Shintani        |
| 12.08.2012 | San Sicario (ITA)  | SG        | Anna-Lena Portmann     | Yukiyo Shintani        | Adéla Kettnerová       |
| 24.08.2012 | Dizin (IRN)        | GS        | Kristin Hetfleisch     | Magdaléna Kotyzová     | Daniela Krückel        |
| 25.08.2012 | Dizin (IRN)        | SG        | Kristin Hetfleisch     | Daniela Krückel        | Ilaria Sommavilla      |
| 25.08.2012 | Dizin (IRN)        | SG        | Kristin Hetfleisch     | Magdaléna Kotyzová     | Daniela Krückel        |
| 01.09.2012 | Rettenbach (AUT)   | SL        | Ilaria Sommavilla      | Anna-Lena Portmann     | Petra Ivánková         |
| 02.09.2012 | Rettenbach (AUT)   | SC        | Kristin Hetfleisch     | Ilaria Sommavilla      | Petra Ivánková         |